# 예산 석곡리 삼층석탑
예산 석곡리 석탑(禮山 石谷里 石塔)은 대한민국 충청남도 예산군 고덕면 석곡리에 있는 석탑이다. 1984년 5월 17일 충청남도의 문화재자료 제184호로 지정되었다.

## 참고 자료
- 석곡리석탑 - 국가유산청 국가유산포털